# Friedrich Karl von Tettenborn
Ne pas confondre avec Tettenborn, ancienne municipalité allemande devenue une subdivision de Bad Sachsa.
Friedrich Karl von Tettenborn, né le 19 février 1778 à Kirchberg, alors dans le comté de Sponheim et mort le 9 décembre 1845 à Vienne, est un militaire allemand des guerres napoléoniennes.

## Biographie
Tettenborn (de) est le fils d'un chasseur margravial de Bade.
Pendant les guerres de la Révolution française et du Premier Empire, il sert comme officier supérieur dans l'armée autrichienne puis comme général dans la légion russo-allemande rattachée à l'armée russe.
Il participe à la campagne de 1813 en Allemagne : en mars 1813, il entre dans Hambourg évacué par les troupes françaises, et crée la légion hanséatique. Il participe ensuite à la campagne de France de 1814.
Après le congrès de Vienne, il passe au service du grand-duc de Bade.